# Högkvarteret
Högkvarteret (HKV) är sedan 1994 den högsta ledningen inom Försvarsmakten. Förbandet är ett ledningsförband och har sin verksamhet förlagd till Stockholms garnison, Lidingövägen 24 i Stockholm.

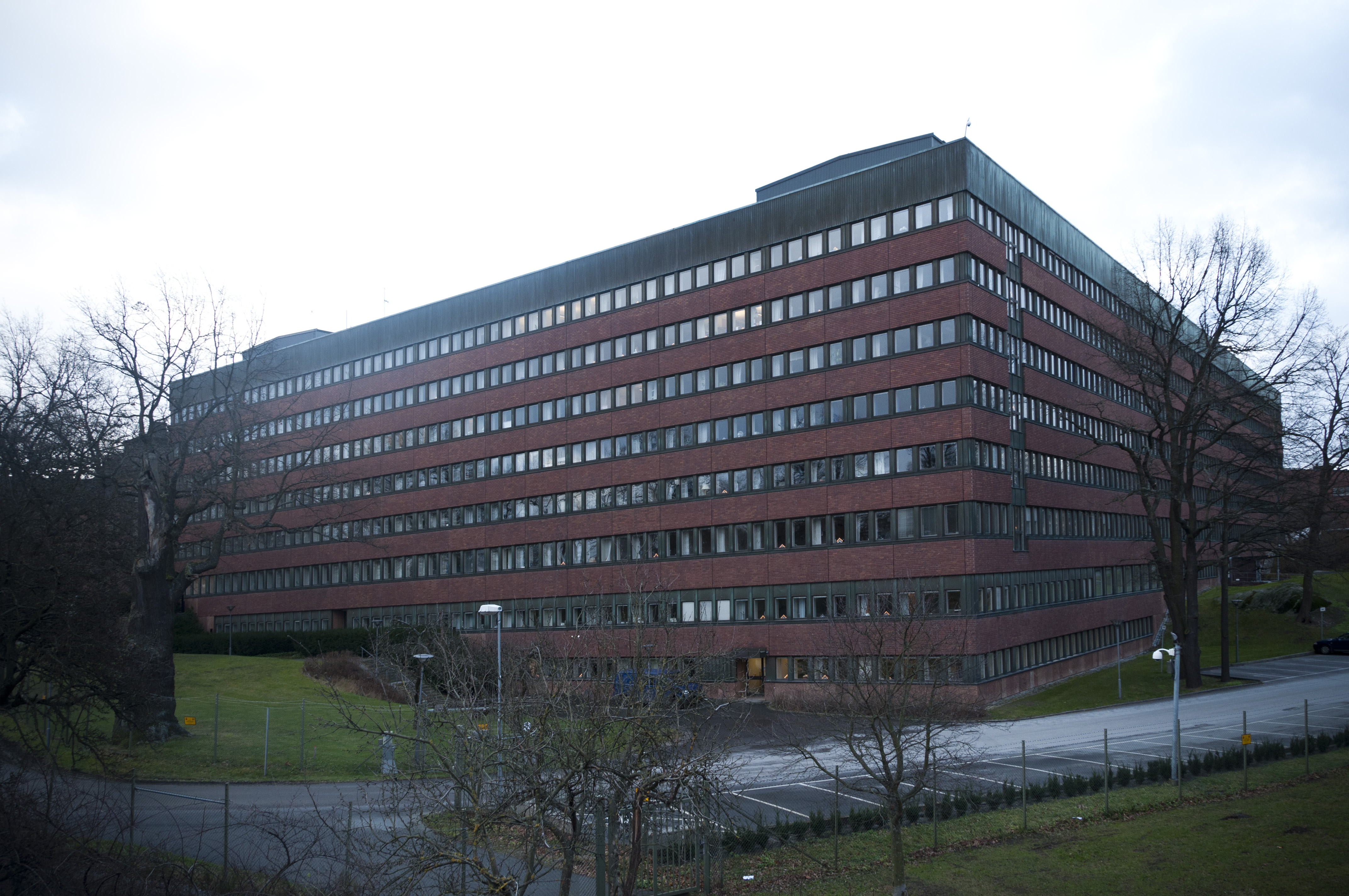
Stabshuset på Gärdet, Högkvarterets byggnad.

Mellan 1994 och 2001 använde Högkvarteret det vapen som idag förs av Försvarsmakten.

## Historik
Högkvarteret är idag Försvarsmaktens centrala ledning och har ansvar för samordning av Sveriges militära försvar.
Högkvarterets historiska rötter går tillbaka till Generalstaben, som fanns 1695–1937. Därefter hade Försvarsstaben samt tre försvarsgrensstaber – Arméstaben, Flygstaben och Marinstaben – ledningsansvar fram till 1994.
I samband med en omfattande omorganisation blev Försvarsmakten en gemensam myndighet. Högkvarteret bildades den 1 juli 1994 genom att Försvarsstaben och de tre försvarsgrensstaberna avvecklades.  
Före denna förändring fanns en övergångsmyndighet, Försvarsmaktens organisationsmyndighet, inrättad 1 september 1993 enligt instruktion (SFS 1992:1019).
Den 22 november 2018 föreslog regeringen att nya organisationsenheter i form av arméstab, marinstab och flygstab skulle återinrättas. Från den 1 januari 2019 är dessa placerade i Enköping (arméstaben), Haninge/Muskö (marinstaben) och Uppsala (flygstab). Riksdagen beslutade om förändringen den 18 december 2018.

## Verksamhet
Högkvarteret är överbefälhavarens stab och ansvarar för verksamhetsledning, militärstrategisk inriktning och planering, underrättelse- och säkerhetstjänst samt operativ och taktisk ledning. Verksamheten bedrivs huvudsakligen i lokaler vid Lidingövägen och Värtavägen i Stockholm.

### Organisation
Fram till 2022 var Högkvarteret indelat i fyra huvudavdelningar: Ledningsstaben (LEDS), Produktionsledningen (PROD), Insatsledningen (INS) och Militära underrättelse- och säkerhetstjänsten (MUST).
År 2023 införde Försvarsmakten en ny ledningsmetod för att förenkla styrningen och tydliggöra ansvarsförhållandena. I samband med detta bytte Insatsledningen namn till Operationsledningen (OPL), och Försvarsstaben återinrättades.

### Lokaler
Fastigheten på Lidingövägen förvaltas av Specialfastigheter, medan övriga anläggningar som används av Högkvarteret ägs och förvaltas av Fortifikationsverket.

## Ingående enheter

### Försvarsstaben
Försvarsstaben (Fst) är Försvarsmaktens högsta ledningsorganisation och motsvarar tidigare Ledningsstaben och Produktionsledningen. Försvarsstabens chef är tillika chef för Högkvarteret. 

### Operationsledningen
Operationsledningen, tidigare Insatsledningen, ansvarar för att driva Försvarsmaktens verksamhet internationellt och i Sverige, genom att följa omvärldsutvecklingen för att därifrån hävda den svenska integriteten.

### Militära underrättelse- och säkerhetstjänsten
Militära underrättelse- och säkerhetstjänsten (MUST) är en avdelning som dels utgör Sveriges militära underrättelsetjänst och därmed har huvudansvar för att ta fram militärt relevant information om främmande makter, dels har säkerhetsskyddsansvar för totalförsvarsmyndigheterna.

### Övriga enheter
Inom Högkvarteret finns även ett antal andra enheter med ansvar för andra områden: Internrevisionen (INTERNREV), Säkerhetsinspektionen (SÄKINSP), Försvarsinspektören för hälsa och miljö (FIHM), Flygsäkerhetsinspektionen, Militära flyginspektionen (FLYGI), Stabsavdelningen (HKV STAB) och Dokumenthanteringssektionen.

## Förläggningar
Stabshuset ligger på Lidingövägen 24 på Gärdet i Stockholm. Byggnaden, ritad av Bengt Gate, har platt tak och är nästan kvadratisk med fasadtegel. Två stora innergårdar släpper in dagsljus i byggnaden. År 1992 överfördes huset till Kungl. Byggnadsstyrelsen. Produktionsledningen är placerad vid Tre Vapen.
År 2018 inledde Försvarsmakten, Fortifikationsverket och Järfälla kommun en förstudie om att flytta Högkvarteret till Barkarby, närmare bestämt fastigheten Barkarby 4:1 i Barkarbystaden. Fastigheten, som ägs av Fortifikationsverket, ligger inom området för Barkarby flygplats. En eventuell flytt beräknades ta upp till åtta år.
I mars 2020 meddelade Försvarsmakten att Högkvarteret blir kvar på Gärdet. Fördelarna med en flytt ansågs inte uppväga de potentiella verksamhetsstörningarna. En flytt bedömdes även kunna äventyra myndighetens robusta och fokuserade ledning.

## Heraldik och traditioner
Mellan 1994 och 2001 hade Högkvarteret lilla riksvapnet med ett svärd i guld som heraldiskt vapen. År 2002 övertog Försvarsmakten detta vapen. Samtidigt antog Högkvarteret ett nytt vapen med blasoneringen:

I blått fält ett stolpvis ställt svärd av guld. Skölden lagd över två korslagda kommandostavar av guld, belagda med blå öppna kronor ställda i grupper om två och en. Skölden krönt med en kunglig krona.

De två korslagda kommandostavarna kommer troligen från Generalstaben, som också använde dem i sitt vapen.
År 2010 instiftades Högkvarterets förtjänstmedalj i guld och silver (HKVGM/SM).

## Förbandschefer
Befattningen chef för Högkvarteret tillkom 2002.

- 2002–2004: Johan Kihl [d]
- 2004–2005: Claes-Göran Fant [e]
- 2005–2007: Jörgen Ericsson [f]
- 2007–2009: Sverker Göranson [g]
- 2009–2014: Jan Salestrand [h]
- 2014–2018: Dennis Gyllensporre [i]
- 2018–2023: Jonas Haggren [j]
- 2023–2024: Michael Claesson
- 2024–nuvarande: Carl-Johan Edström[26]

## Namn, beteckning och förläggningsort

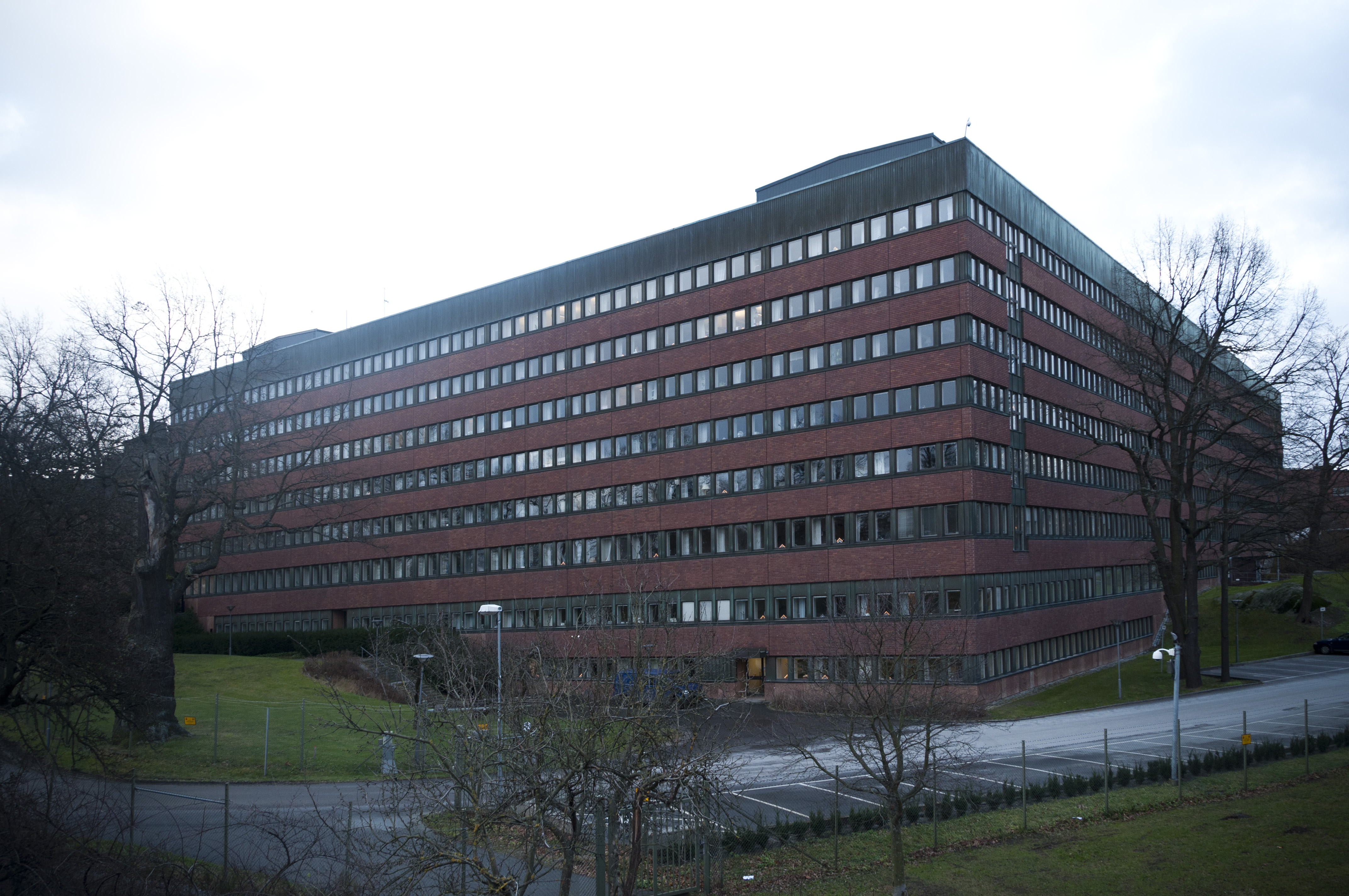
Högkvarteret vid Lidingövägen i Stockholm.

| Högkvarteret | 1994-07-01 | – |  |

| HKV | 1994-07-01 | – |  |

| Stockholms garnison (F) | 1994-07-01 | – |  |